# Dastikoppa, Sampgaon
Dastikoppa là một làng thuộc tehsil Sampgaon, huyện Belgaum, bang Karnataka, Ấn Độ.